# Deaflympics d'hiver de 1991
Les Deaflympics d'hiver de 1991, officiellement appelés les 12e Deaflympics d'hiver, ont lieu du 2 mars au 9 mars 1991 à Banff, au Canada. Les Jeux rassemblent 181 athlètes de 16 pays. Ils participent dans trois sports et quatre disciplines qui regroupent un total de dix-huit épreuves officielles. L'équipe de l'Union Soviétique a remporté le Deaflympics d'hiver de 1991.

## Sport

### Sports individuels
- Patinage de vitesse
- Ski Descente
- Ski de fond
- Ski slalom

### Sports en équipe
- Ski de fond Relais
- Hockey sur glace

## Pays participants
- Allemagne
- Autriche
- Canada
- Finlande
- États-Unis
- France
- Italie
- Japon
- Norvège
- Nouvelle-Zélande
- Royaume-Uni
- Suède
- Suisse
- Tchécoslovaquie
- Union soviétique
- Yougoslavie

## Compétition

### Tableau des médailles
- Pays organisateur (Canada)

| Rang | Nation           | Or     | Argent | Bronze | Total |    |
| ---- | ---------------- | ------ | ------ | ------ | ----- | -- |
| 1    | Union soviétique | 5      | 3      | 3      | 11    |    |
| 2    | Norvège          | 4      | 4      | 4      | 12    |    |
| 3    | Autriche         | 3      | 2      | 1      | 6     |    |
| 4    | États-Unis       | 3      | 1      | 4      | 8     |    |
| 5    | Suisse           | 2      | 1      | 0      | 3     |    |
| 6    | France           | 1      | 1      | 0      | 2     |    |
| 7    | Suède            | 0      | 3      | 1      | 4     |    |
| 8    | Canada           | 0      | 2      | 3      | 5     |    |
| 9    | Royaume-Uni      | 0      | 1      | 2      | 3     |    |
| 10   | Allemagne        | 0      | 1      | 0      | 1     |    |
| 11   | Finlande         | 0      | 0      | 1      | 1     |    |
| 11   | Italie           | 0      | 0      | 1      | 1     |    |
| 13   | Japon            | 0      | 0      | 0      | 0     |    |
| 13   | Nouvelle-Zélande | 0      | 0      | 0      | 0     |    |
| 13   | Tchécoslovaquie  | 0      | 0      | 0      | 0     |    |
| 13   | Yougoslavie      | 0      | 0      | 0      | 0     |    |
| 13   | Total:           | Total: | 18     | 18     | 18    | 54 |

### La France aux Deaflympics
Il s'agit de sa 9e participation aux Deaflympics d'hiver. Avec un total de 9 athlètes français, la France parvient à se hisser à la 6e place dans le classement par nation.

#### Médaillés
Les sportifs français ont remporté une seule médaille d'or et une seule médaille d'argent.
- Ski slalom Homme: Arnaud Repellin

- Ski slalom géant Homme: Arnaud Repellin